# پالومار د آریس

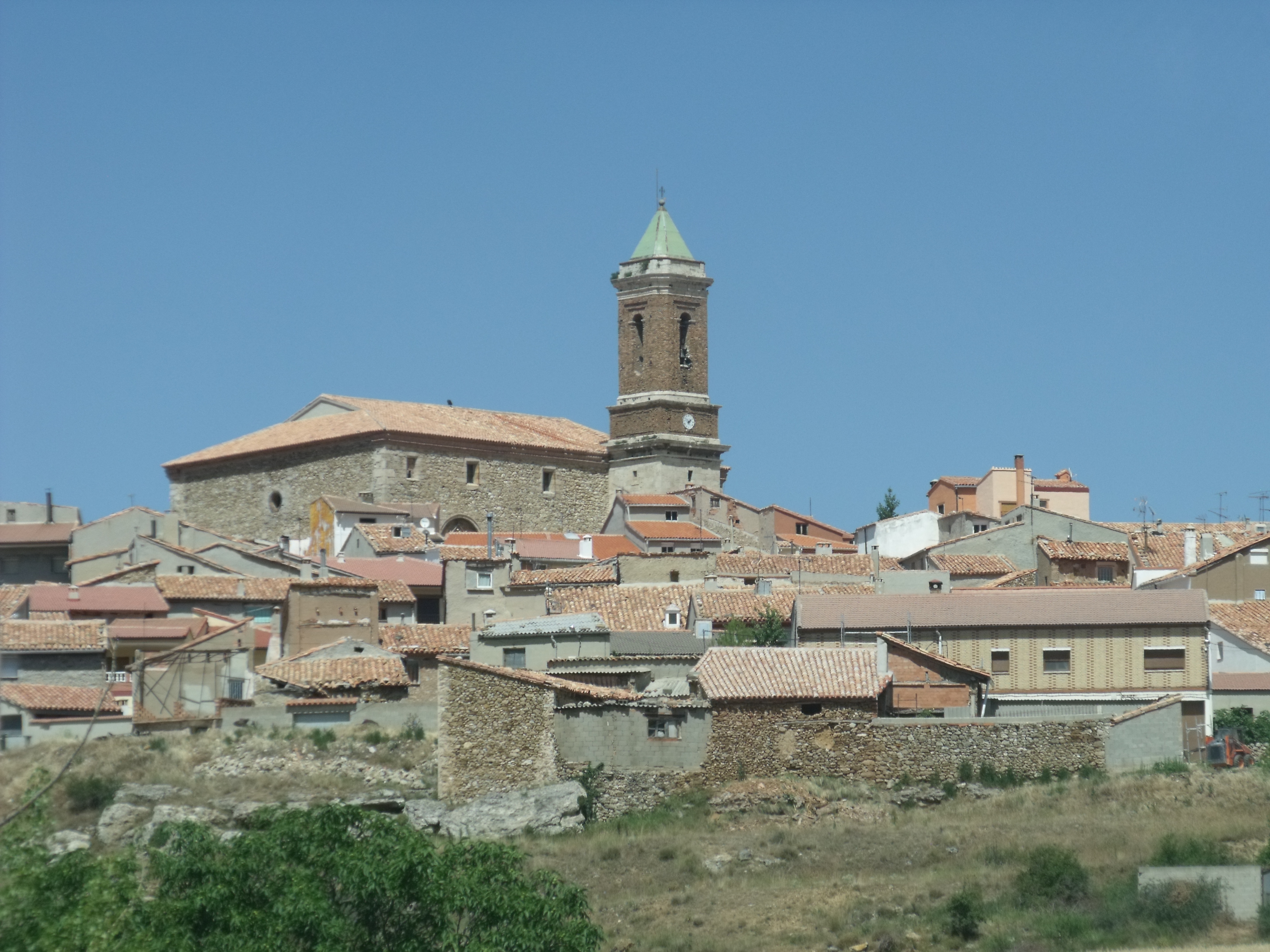
شهر کوچک پالمار د آریس

پالمار د آریس (به اسپانیایی: Palomar de Arroyos) یک شهرداری در اسپانیا است که در استان تروئل واقع شده‌است.

## خصوصیات
پالمار د آریس ۳۳ کیلومترمربع مساحت و ۲۲۷ نفر جمعیت دارد.